# サウナーマン〜汗か涙かわからない〜
『サウナーマン〜汗か涙かわからない〜』（サウナーマン あせかなみだかわからない）は、朝日放送テレビ（ABCテレビ）で、2019年8月26日から11月11日まで、毎週月曜（日曜深夜）に放送された日本のテレビドラマ。

## 概要
『箱入り息子の恋』や『ハルチカ』などを手がけた市井昌秀監督が自ら書き下ろしたオリジナル脚本で、主演は眞島秀和が務める。
関西ローカルで放送された後に、TSUTAYAプレミアムで独占配信される。全10回、1回につき3エピソードで計30エピソード。
サウナ「泪湯」を舞台に、感情を失ってしまった男、黒柳ヨシトモがサウナで他の客たちと裸の付き合いをする中でさまざまな人間模様に触れ、次第に人間らしい感情を取り戻していく様を描く。
EPG番組表などでは、遅れて放送しているテレビ朝日制作の『霜降りバラエティ』と一括りでの表記となっていた。

## キャスト

### 主要人物
黒柳ヨシトモ（くろやなぎ ヨシトモ）〈42〉
演 - 眞島秀和
10年間、涙も笑顔も見せない男。

### 常連客
- 南野シューイチ - 山中崇[3]
- 諸星愛海 - 七瀬公[3]
- 佐藤 - 仁科貴[3]
- 稔くん - 北川尚弥[3]
- 小畑岸男 - 森下能幸[3]

### ゲスト
- シマウマユージ - 糠信泰州（第3汗）[1]
- 野々下 - 六平直政（第3汗、第5汗）[3]
- よもぎさん - 手島実優（第4汗、第23汗）
- タモツくん - 柴崎楓雅[3]（第6汗）
- タモツくんの父 - 野々村真[3]（第6汗）
- 前山 - 吉田眞（マックン）（第9汗）
- 須藤光一 - 小澤亮太[3]（第10汗）
- 貞さん - ブラザートム[3]（第11汗）
- 東堂肇 - 猪塚健太（第14汗・第15汗）[4]
- 沼田勝義 - でんでん[3]（第16汗）
- 沼田政義 - 本間淳志[3]（第16汗）
- 山尾浩輔 - 山田章仁[3]（第18汗）
- 金谷宗男 - 寺中寿之[3]（第19汗）
- オウケン - フィガロ・ツェン[3]（第20汗・第21汗）
- オウショウ - 水間ロン[3]（第20汗・第21汗）
- シャーク - 小南光司[3]（第22汗）
- マイケル - パトリック・ハーラン（パックン）[3]（第23汗）
- お客さん - 押田竜太郎（第23汗）
- みつお - 花田英之（第25汗）
- 山下 - 黒川大靖（第25汗）
- 戸田 - 白木孝宜（第25汗）
- 地掘 - 佐伯大地[3]（第27汗 - 第30汗）
- 桜庭 - 鈴木晋介[3]（第28汗・第29汗）

## スタッフ
- 監督・脚本 - 市井昌秀
- 企画・プロデュース - 平沢克祥
- プロデューサー - 渡辺晃司
- 制作 - ABCリブラ
- 製作 - ABCライツビジネス

## 放送日程
| 話数   | 放送日   | エピソード | サブタイトル            |
| ------ | -------- | ---------- | ----------------------- |
| 第1話  | 08月26日 | 第1汗      | 汗と涙                  |
| 第1話  | 08月26日 | 第2汗      | パワースポット          |
| 第1話  | 08月26日 | 第3汗      | 日焼け                  |
| 第2話  | 09月02日 | 第4汗      | 最高のデート            |
| 第2話  | 09月02日 | 第5汗      | モヒカンを止める日      |
| 第2話  | 09月02日 | 第6汗      | 怪談                    |
| 第3話  | 09月16日 | 第7汗      | 復活!小畑岸男 前編      |
| 第3話  | 09月16日 | 第8汗      | 復活!小畑岸男 後編      |
| 第3話  | 09月16日 | 第9汗      | 間                      |
| 第4話  | 09月23日 | 第10汗     | 汗という名の塩          |
| 第4話  | 09月23日 | 第11汗     | 鯉と海老フライ          |
| 第4話  | 09月23日 | 第12汗     | お婿さん                |
| 第5話  | 09月30日 | 第13汗     | 犬猿の仲                |
| 第5話  | 09月30日 | 第14汗     | 占い 前編               |
| 第5話  | 09月30日 | 第15汗     | 占い 後編               |
| 第6話  | 10月07日 | 第16汗     | 忘れ物                  |
| 第6話  | 10月07日 | 第17汗     | ヨシトモの決心          |
| 第6話  | 10月07日 | 第18汗     | 壁ドン                  |
| 第7話  | 10月21日 | 第19汗     | 呼び捨て                |
| 第7話  | 10月21日 | 第20汗     | 西の国から 前編         |
| 第7話  | 10月21日 | 第21汗     | 西の国から 後編         |
| 第8話  | 10月28日 | 第22汗     | ダンス                  |
| 第8話  | 10月28日 | 第23汗     | ノリノリ                |
| 第8話  | 10月28日 | 第24汗     | 腰                      |
| 第9話  | 11月04日 | 第25汗     | 落ちる恐怖              |
| 第9話  | 11月04日 | 第26汗     | ヨシトモとシューイチ    |
| 第9話  | 11月04日 | 第27汗     | 熱波師                  |
| 最終話 | 11月11日 | 第28汗     | 汗か涙かわからない 前編 |
| 最終話 | 11月11日 | 第29汗     | 汗か涙かわからない 中編 |
| 最終話 | 11月11日 | 第30汗     | 汗か涙かわからない 後編 |

実況生放送
2019年10月16日の21:00 - 22:00に「秋のサウナーマン祭」と題し、作品同時視聴サービスサイト「共感シアター」にて、第14汗と第15汗を猪塚健太、北川尚弥、市井昌秀が実況するネット生放送番組が放送された。

## 舞台
2020年9月4日から6日にかけて舞台「サウナーマン ザ・ステージ 〜汗か涙なら問題ない〜」がニコニコ生放送での配信の形で上演された。全5公演。配信の形は、通常のディレクターによるスイッチングされたノーマルな映像の回が2公演あったほか、定点カメラにより舞台全体をとらえた映像、通常のスイッチングカメラに加え舞台上にカメラが潜入した映像、観客のコメントの書き込みを返しモニターによりキャストに届けられる応援上映形式の映像が各1公演ずつになっていた。

### キャスト（舞台）
- イチイ - 犬飼貴丈
- トモヨシ - 君沢ユウキ
- ヤーさん - 佐田正樹 (バッドボーイズ)
- 運ちゃん - 堤下敦 (インパルス)
- 熱波ちゃん - 都丸紗也華
- 大学生 - 窪田翔
- 日替わりゲスト
  - 9月4日 夜公演 - 団長安田 (安田大サーカス)
  - 9月5日 昼公演 - 原田龍二
  - 9月5日 夜公演 - 川﨑麻世
  - 9月6日 昼公演 - エハラマサヒロ[注釈 1]
  - 9月6日 夜公演 - 中村優一

### スタッフ（舞台）
- 原作 - 市井昌秀「サウナーマン～汗か涙かわからない～」(ABCライツビジネス)
- 企画 - 平沢克祥
- 脚本・演出 - 村井雄
- 舞台プロデューサー - 小林諸生（ABCライツビジネス）
- プロデューサー - 本田好明（ABCライツビジネス）、山崎洋輔（ABCライツビジネス）、東川真之（SANETTY Produce）
- 総合プロデューサー - 後藤利一（ABCライツビジネス）
- 製作・著作 - 「サウナーマン　ザ・ステージ 〜汗か涙なら問題ない〜」製作委員会

## 関連商品
ドラマ
- サウナーマン 〜汗か涙かわからない〜 Blu-ray BOX（2020年2月21日発売、ハピネット）[8]

舞台
- サウナーマン ザ・ステージ 〜汗か涙なら問題ない〜 DVD（2020年9月30日受注締切・12月20日発送、ABCかうも。（現・ABCミッケ））[9][10]